# Continental Herrekiperings-skylten

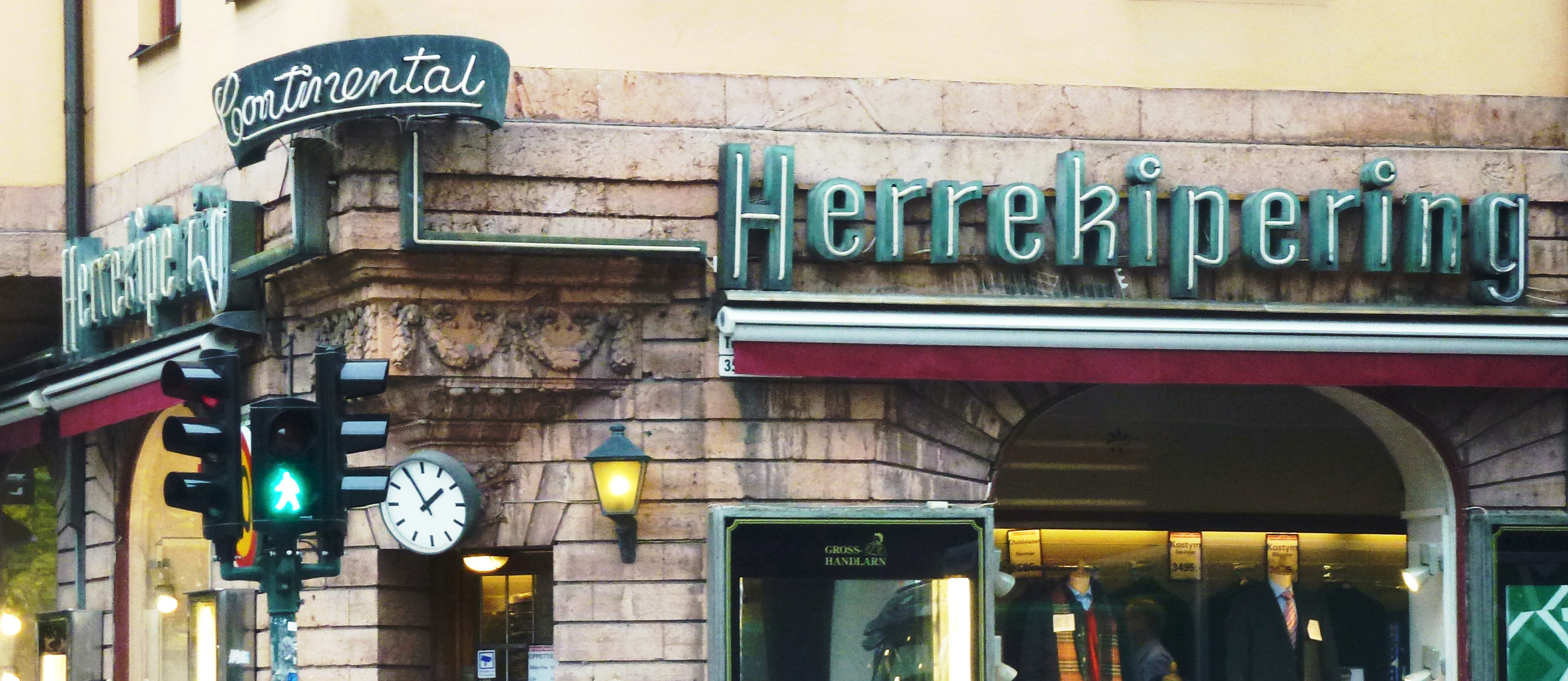
Hörnet Odengatan / Tulegatan, 2014.

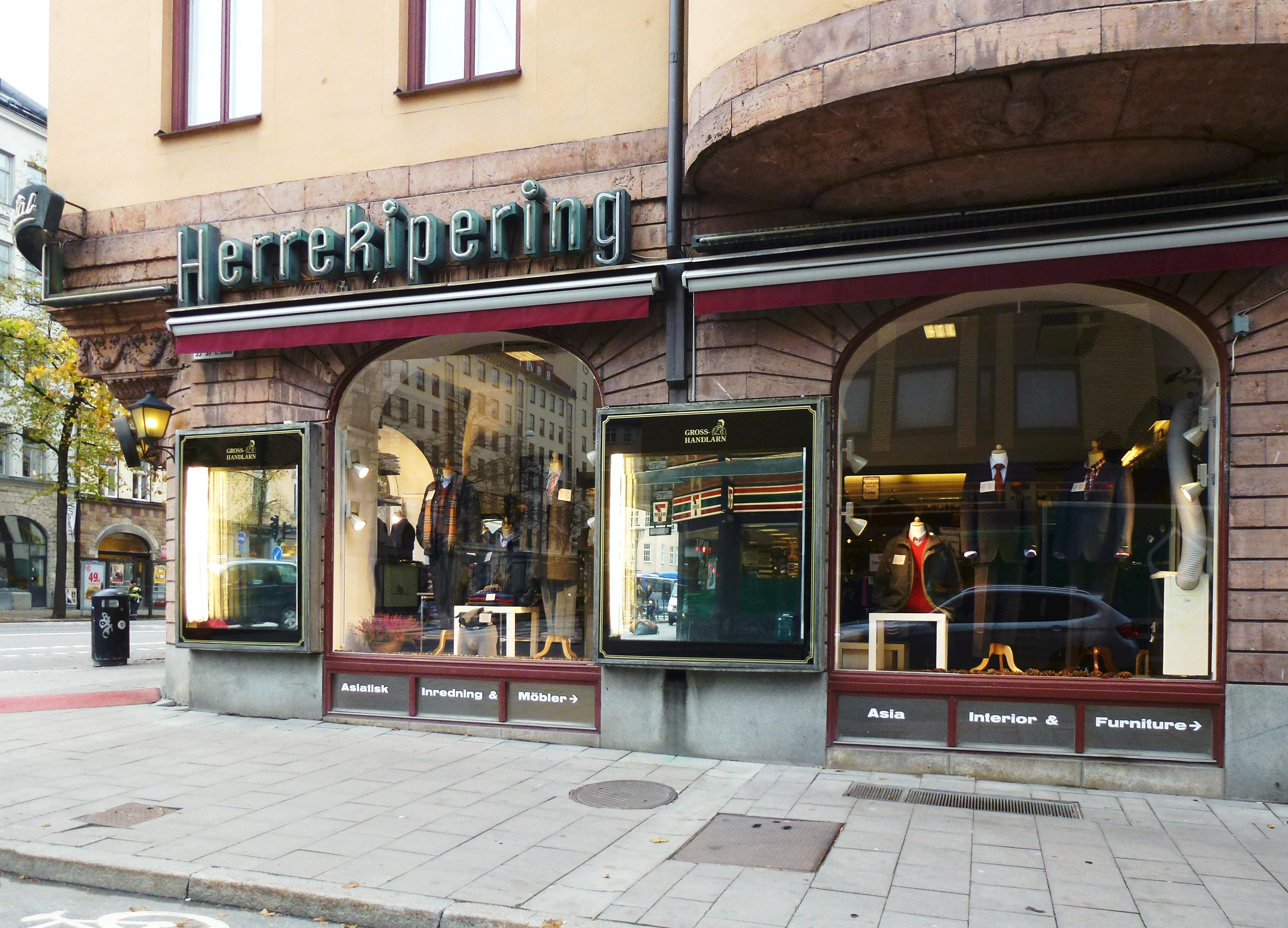
Fasad mot Tulegatan, 2014.

Continental Herrekiperings-skylten är en neonskylt som finns på hörnet av Odengatan 34 / Tulegatan 35 i Vasastaden, Stockholm. Både affären, som öppnade 1923, och neonskyltarna har blivit ett välkänt inslag i stadsbilden kring östra delen av Odengatan. 

## Historik
Bostadshuset i fastigheten Surbrunn 14 vid hörnet Odengatan 34 / Tulegatan 35 uppfördes 1903-1904 efter ritningar av arkitektfirman Dorph & Höög. I lokalen med attraktivt hörnläge fanns fram till 1923 en vinhandel. När vinhandeln stängde övertogs butikslokalen av en affär för exklusiv herrkonfektion som kallade sig Continental Herrekipering. Rörelsen drevs av samma familj i nästan 70 år fram till 1992. Bland kunderna fanns Gustaf VI Adolf. Butiken är kvar än idag (2014) och ägs av Grosshandlarn Tdr AB.
Neonskyltarna på butikens fasader kom upp i slutet av 1940- eller början av 1950-talet och består av fyra delar. ”Continental” i skrivstil och i rödlysande neonrör är monterad över entrén på en välvd låda av kopparplåt. Bokstaven ”C” är förlängd till höger som en understrykning. Texten ”Herrekipering” i grönlysande neonrör förekommer två gånger, över skyltfönstren mot Odengatan och mot Tulegatan. Hela arrangemanget hålls ihop av två neonramper som börjar under skylten ”Continental”. Skylten ingick i Stadsmuseets neonskyltsinventering från 1998.